# Philodromus emarginatus
Philodromus emarginatus este o specie de păianjeni din genul Philodromus, familia Philodromidae. A fost descrisă pentru prima dată de Schrank, 1803. Conține o singură subspecie: P. e. lusitanicus.